# 칼링가 스타디움
칼링가 스타디움(Kalinga Stadium)는 인도 오디샤주 부바네스와르에 위치한 다목적 경기장이다. 현재 주로 축구 경기장으로 이용된다. 수용 인원은 15,000명이다.